# Nasti de plasti
Nasti de plasti va ser un àlbum antològic de còmic underground espanyol, confeccionat principalment a Eivissa i editat pel barceloní Miquel Riera en 1976, al costat de Picadura Selecta i Carajillo.

## Desenvolupament
En 1975, Farry, Nazario, Pepichek i Mariscal an abandonar el pis del carrer Comercio en el qual convivien per escapar de la persecució policial deslligada cap al fanzine Piraña Divina, editat per l'autor sevillà. Els tres primers van marxar a una casa rural en Eivissa, on conviuen amb dos amics valencians, Montesol i Onliyú. Com explica aquest últim, "confeccionat en plena placidesa campestre, envoltats de gallinetes, pastanagues i mediterranis, és un dels àlbums més cruels i mórbidos del grup.." Entre el seu material destaquen les historietes:
- Porque os quiero tanto de Pepichek.
- Nos vemos esta noche, nenas de Javier Mariscal.
- La calabaza encantada de Nazario

Després de llegir-les, l'editor els va demanar que autocensuraran algunes escenes: Dues baixades de bragueta i una mutilació de penis.

## Valoració
En aquests tres àlbums, a l'amalgama de tendències i influències que es podien apreciar en els còmics de l'època precedent, succeeix l'adquisició d'estils propis, molt diferenciats"